# Hannelore Weber
Johanna Eleonore Weber (* 22. April 1955 in Plaidt), Rufname Hannelore Weber, ist eine deutsche Psychologin und Hochschullehrerin. Sie war von 1994 bis 2021 Professorin für Differentielle und Persönlichkeitspsychologie/Psychologische Diagnostik an der Universität Greifswald. Von 2013 bis Ende März 2021 war sie Rektorin der Universität.

## Leben
Hannelore Weber wurde 1955 in Plaidt geboren und absolvierte nach dem Besuch der Grundschule in Oberwesel von 1969 bis 1974 das Staatliche Aufbaugymnasium in Boppard. Anschließend studierte sie ab 1974 Publizistik und von 1975 bis 1981 Psychologie an der Johannes-Gutenberg-Universität Mainz. Von 1982 bis 1987 wirkte sie dann als wissenschaftliche Mitarbeiterin, von 1987 bis 1992 als Akademische Rätin und von 1992 bis 1994 als Oberrätin am Lehrstuhl für Persönlichkeitspsychologie und Psychologische Diagnostik  der Otto-Friedrich-Universität Bamberg, an der sie während dieser Zeit 1987 die Promotion und 1992 auch die Habilitation erlangte. Anschließend war sie dort Privatdozentin.
Im Jahr 1994 wurde Hannelore Weber auf den Lehrstuhl für Differentielle und Persönlichkeitspsychologie/Psychologische Diagnostik an der Ernst-Moritz-Arndt-Universität Greifswald berufen, an der sie in der Folgezeit am Aufbau des neugegründeten Instituts für Psychologie wesentlich beteiligt war. Einen Ruf auf eine Professur für Differentielle Psychologie und Geschlechterforschung an der Ruprecht-Karls-Universität Heidelberg lehnte sie 2003 ab. Im Oktober 2012 erfolgte ihre Wahl zur Rektorin der Universität Greifswald. Sie trat das Amt am 1. Februar 2013 nach Ablauf der Amtszeit ihres Vorgängers und Fachkollegen Rainer Westermann an und war die erste Frau in dieser Position in der Geschichte der Universität. Im Dezember 2016 wurde sie für eine zweite vierjährige Amtszeit gewählt.
Hannelore Weber fungierte außerdem von 2002 bis 2004 als Vizepräsidentin und von 2004 bis 2006 als Präsidentin der Deutschen Gesellschaft für Psychologie. Von 2014 bis November 2020 war sie Vizepräsidentin der Hochschulrektorenkonferenz für den Bereich Hochschulmedizin, Gesundheitswissenschaften, Gleichstellung und Diversity.
Weber trat zum 1. April 2021 in den Ruhestand.
Die Forschungsinteressen von Hannelore Weber konzentrieren sich auf die Regulation von Stress und Emotionen.

## Werke (Auswahl)
- Emotionsbewältigung und Selbstdarstellung. Stuttgart u. a. 1993 (als Mitautorin)
- Ärger. Weinheim und München 1994
- Gesundheitspsychologie von A bis Z: Ein Handwörterbuch. Göttingen u. a. 2002 (als Mitherausgeberin)
- Handbuch der Persönlichkeitspsychologie und differentiellen Psychologie. Reihe: Handbuch der Psychologie. Band 2. Göttingen u. a. 2005 (als Mitherausgeberin)
- Differentielle Psychologie – Persönlichkeitstheorien. Reihe: Bachelorstudium Psychologie. Band 1. Göttingen u. a. 2010 (als Mitautorin)
- Differentielle Psychologie – Persönlichkeitsforschung. Reihe: Bachelorstudium Psychologie. Band 13. Göttingen u. a. 2012 (als Mitautorin)